# Worms for the Garden
Albums de Buckethead
Pancake Heater
(2013) Halls of Dimension
(2013)
Worms for the Garden est le 56e album de Buckethead et le 26e volume de la série « Buckethead Pikes »,. L'album fut annoncé et publié le 13 septembre en version numérique de plus qu'en version limitée (300 exemplaires) d'un album possédant une pochette dédicacée et numérotée par Buckethead.
Une version standard est offerte depuis le 4 décembre 2013.

## Liste des titres
| 1.    | Worms for the Garden | 18:36 |
| 2.    | Ridge Roll           | 3:05  |
| 3.    | Owl on the Road      | 2:00  |
| 4.    | Learned the Land     | 3:35  |
| 5.    | Molt                 | 2:51  |
| 30:07 |                      |       |